# 飯村真樹
飯村 真樹（いいむら まさき、1970年12月2日 - ）は、日本の住宅建築家。一級建築士（国土交通大臣登録 第263275号）。株式会社ファーストステージ代表取締役。『安くていい家がほしければ、営業マンと話をするな』（エル書房）、『茨城で家づくりをするなら』（エル書房）、『100年使える住宅で暮らす 後悔しないための資産を守る家作りの方法』（WAVE出版）著者。

## 来歴
茨城県桜川市出身。幼少期に建具職人である父親の影響を受け、建築の仕事に興味を持ちはじめる。中学の頃から設計士への夢が強くなり、高校卒業後、東京の建築学校へ入学し、本格的に建築を学ぶ。1990年4月、中央工学校建築設計科卒業後、住友不動産グループリフォーム部に入社。1993年4月、23歳でパナホームへ転職し、約3年間の在籍で住宅の営業を中心にトップセールスの成績を残す。1994年2月、最年少（24歳）で一級建築士を取得。1997年2月、自分で設計した家を自分の手でつくっていきたいという思いが強くなり、株式会社ファーストステージを設立。

## 著書
- 『安くていい家がほしければ、営業マンと話をするな』（エル書房）
- 『茨城で家づくりをするなら』（エル書房）
- 『100年使える住宅で暮らす 後悔しないための資産を守る家作りの方法』（WAVE出版）